# 王同庆
王同庆（？—），男，中华人民共和国外交官，曾任中华人民共和国驻刚果民主共和国特命全权大使，现任中华人民共和国驻芬兰共和国特命全权大使。

## 生平
2005年11月，王同庆任驻塞内加尔大使馆参赞。后任外交部非洲司参赞。2013年，升任外交部外事管理司副司长。2014年12月，出任中华人民共和国驻刚果民主共和国大使。2019年8月，任外交部外事管理司司长。2022年5月，出任中华人民共和国驻芬兰大使。